# Nitocrellopsis texana
Nitocrellopsis texana är en kräftdjursart som beskrevs av Fiers och Thomas M. Iliffe 2000. Nitocrellopsis texana ingår i släktet Nitocrellopsis och familjen Ameiridae. Inga underarter finns listade i Catalogue of Life.